# Parque nacional Caguanes
El Parque Nacional Caguanes es un área protegida localizada en la zona central del archipiélago cubano, en la costa atlántica de la provincia de Sancti Spíritus, exactamente dentro del norteño municipio de Yaguajay.
Se establece alrededor de la península de Caguanes e incluye 10 cayos pequeños (Cayos de Piedra), está ubicado dentro de la reserva de la biosfera de Buenavista, declarada también sitio Ramsar. Esta parque incluye los grandes pantanos de Guayaberas, prácticamente despoblados.

## Conservación
El paisaje costero se caracteriza por las cuevas, arcos y nichos que abren al mar. Se cuentan untotal de 79 cuevas en la zona.
Existen más de 200 especies de animales y plantas, 24 de ellas endémicos del parque. Más de 112 especies de aves nidifican en el parque, sobre todo en los manglares de la costa. Existe una gran población de murciélago mariposa (el más pequeño del mundo) en la Cueva Tres Dolinas.
En la década de los '90 se presentó un marcado declive en la presencia de aves migratorias como pelicanos y flamencos. El cierre de tres centrales azucareros redujo la polución en los pantanos y la bahía, y los números están aumentando desde de 2007.